# Arnaud Djoum
Arnaud Sutchuin-Djoum (Yaundé, Camerún, 2 de mayo de 1989) es un futbolista camerunés. Juega de centrocampista y su equipo es el Union Saint-Gilloise sub-23 de la División 2 de Bélgica. Es internacional absoluto por la selección de Camerún desde 2016.

## Trayectoria
Comenzó su carrera en el RWDM Brussels FC de Bélgica, donde jugó por dos temporadas.
En octubre de 2022 fichó por el Dundee United de la Scottish Premiership.

## Selección nacional
Fue internacional en categorías inferiores por Bélgica, sin embargo a nivel adulto jugó para Camerún. Debutó con la selección de Camerún en septiembre de 2016 en la victoria por 2-0 sobre Gambia por la clasificación para la Copa Africana de Naciones de 2017.

### Participaciones en Copa Africana de Naciones
| Copa                           | Sede   | Resultado        |
| ------------------------------ | ------ | ---------------- |
| Copa Africana de Naciones 2017 | Gabón  | Campeón          |
| Copa Africana de Naciones 2019 | Egipto | Octavos de final |

### Participaciones en Copa FIFA Confederaciones
| Copa                           | Sede  | Resultado      |
| ------------------------------ | ----- | -------------- |
| Copa FIFA Confederaciones 2017 | Rusia | Fase de grupos |

## Clubes
| Club                        | País           | Año           |
| --------------------------- | -------------- | ------------- |
| RWDM Brussels FC            | Bélgica        | 2006-2007     |
| R. S. C. Anderlecht         | Bélgica        | 2008-2009     |
| Roda JC                     | Países Bajos   | 2009-2014     |
| Akhisar Belediyespor        | Turquía        | 2014-2015     |
| Lech Poznań                 | Polonia        | 2015          |
| Heart of Midlothian F. C.   | Escocia        | 2015-2019     |
| Al-Raed                     | Arabia Saudita | 2019-2021     |
| Apollon Limassol            | Chipre         | 2021-2022     |
| Dundee United F. C.         | Escocia        | 2022-2023     |
| Union Saint-Gilloise sub-23 | Bélgica        | 2023-presente |

## Palmarés

### Títulos nacionales
| Título                     | Club             | País    | Año     |
| -------------------------- | ---------------- | ------- | ------- |
| Ekstraklasa                | Lech Poznań      | Polonia | 2014-15 |
| Primera División de Chipre | Apollon Limassol | Chipre  | 2021-22 |
| Supercopa de Chipre        | Apollon Limassol | Chipre  | 2022    |

### Títulos internacionales
| Título                    | Equipo               | Sede  | Año  |
| ------------------------- | -------------------- | ----- | ---- |
| Copa Africana de Naciones | Selección de Camerún | Gabón | 2017 |